# 善光寺 (名古屋市)
善光寺（ぜんこうじ）は、愛知県名古屋市港区にある浄土宗の寺院。山号は臨江山。長野県長野市にある善光寺の分身を祀る目的で建てられた寺院である。

## 歴史
- 1887年（明治20年）頃 - 善光寺燈明講が組織され、分身として千種区元古井に設立[1]。当初の院号は臨江寺。
- 1913年（大正2年） - 総本山光明寺の住職勝川相善大和尚が当地に隠棲する[1]。
- 1916年（大正2年） - 京都府乙訓郡より寺号を移転する[1]。
- 1923年（大正12年） - 臨江寺を善光寺と改称[1]。
- 1944年（昭和19年）12月 - 東南海地震により鐘楼堂外3棟を失う[1]。
- 1952年（昭和27年） - 都市計画のため現在地に移転[1]。

## 善光寺会
場所を震災や火災等により幾度も移転しており、名古屋市内には複数の善光寺が存在し、東区、中区、名東区には同名の寺院や分社がある。これらの寺院は全て善光寺会の会員であり、宗派は異なる。

## 境内
- 泰安堂葬祭用のセレモニーホール
- 子安地蔵尊
- 大日如来像
- 弘法堂　名古屋三弘法の導き大師を祀る

他の名古屋三弘法はなごや七福神の札所である宝珠院厄除け大師（一番大師）、辯天寺の開運大師（二番大師）があり、他の三弘法は堂内に祀られていない。

## 交通アクセス
- 名古屋市営地下鉄名港線・築地口駅より徒歩550m（約7分）[2]

## 参考資料
- 全国善光寺会